# 東山 (掛川市)
東山（ひがしやま）は、静岡県掛川市の大字。本項では1889年（明治22年）の町村制施行時に同区域に存在した東山村（ひがしやまむら）についても記す。

## 地理
掛川市東端部に位置する。粟ヶ岳の麓にあり、阿波々神社の本殿が所在する（住所は初馬）。西で初馬・大野、南で日坂、北で倉真・島田市大代、東で島田市志戸呂と隣接する。国道や県道は存在しない。

### 山
- 粟ヶ岳

## 歴史
- 「旧高旧領取調帳」[4]の記載によると、明治初年時点で旗本太田氏知行であった。寺社除地（領主から年貢の徴収を免除された土地）も存在した。
- 1868年（慶応4年）5月24日 - 徳川宗家が駿河府中藩に転封。それにともない遠江国内で領地替えが行われ、旗本領が消滅。府中藩の管轄となる。
- 1869年（明治2年）8月7日 - 府中藩が静岡藩に改称。
- 1871年（明治4年）
  - 7月14日 - 廃藩置県により静岡県の管轄となる。
  - 11月15日 - 第1次府県統合により浜松県の管轄となる。
- 1876年（明治9年）8月21日 - 第2次府県統合により静岡県の管轄となる。
- 1889年（明治22年）4月1日 - 町村制施行により東山村が単独で自治体を形成し、佐野郡東山村が発足。日坂村と町村組合を結成し、日坂村大字日坂に組合役場を設置。
- 1896年（明治29年）4月1日 - 郡制の施行により所属郡が小笠郡に変更。
- 1901年（明治34年） - 町村組合を解消。
- 1955年（昭和30年）4月1日 - 掛川市に編入。同日東山村廃止。大字東山となる。

## 世帯数と人口
2018年（平成30年）11月30日現在の世帯数と人口は以下の通りである。
| 大字 | 世帯数  | 人口  |
| ---- | ------- | ----- |
| 東山 | 127世帯 | 454人 |

## 小・中学校の学区
市立小・中学校に通う場合、学区は以下の通りとなる。
| 番・番地等 | 小学校             | 中学校             |
| ---------- | ------------------ | ------------------ |
| 全域       | 掛川市立日坂小学校 | 掛川市立栄川中学校 |

## 交通

### バス
- 掛川バスサービス
  - 東山線
    - 掛川駅 → 新道伊達方 → 日坂 → 茶文字の里 東山
    - 掛川駅 ← 伊達方 ← 古宮 ← 日坂 ← 茶文字の里 東山（旧東海道経由）

## 施設
- 東山地域生涯学習センター
- 富士東茶農協
- 富士東会館
- 第四部公会堂
- 東山第五部公会堂
- 大久保公会堂
- 奥川七組公会堂
- 八組公会堂
- 阿波々神社
- 山王神社
- 深川寺
- 観泉寺

## その他

### 日本郵便
- 郵便番号 : 436-0001[2]（集配局：掛川郵便局[6]）。

### 警察
町内の警察の管轄区域は以下の通りである。
| 番・番地等 | 警察署     | 交番・駐在所 |
| ---------- | ---------- | ------------ |
| 全域       | 掛川警察署 | 日坂駐在所   |